# Mulos de Juncos 2019
Questa voce raccoglie le informazioni riguardanti i Mulos de Juncos nelle competizioni ufficiali della stagione 2019.

## Organigramma societario
Area direttiva
- Presidente: Iván Romero

Area tecnica
- Primo allenatore: Magdiel Rivera

## Rosa
| N° | Nome              | Ruolo | Data di nascita   | Nazionalità sportiva |
| -- | ----------------- | ----- | ----------------- | -------------------- |
| 1  | Joseth Irizarry   | C     | 29 aprile 1996    | Porto Rico           |
| 2  | Juan Carlos Ribas | S     | 8 settembre 1993  | Porto Rico           |
| 3  | Pablo Guzmán      | S     | 2 giugno 1987     | Porto Rico           |
| 5  | Chadli Gutiérrez  | O     | -                 | Porto Rico           |
| 6  | Roberto Ramírez   | P     | 29 gennaio 1992   | Porto Rico           |
| 7  | Arturo Iglesias   | P     | 22 novembre 1995  | Porto Rico           |
| 8  | Jonathan King     | C     | 12 agosto 1982    | Porto Rico           |
| 9  | Francisco Vélez   | O     | 27 settembre 1993 | Porto Rico           |
| 10 | Gianluca Grasso   | S     | 3 dicembre 1995   | Porto Rico           |
| 11 | José Mulero       | L     | 25 ottobre 1991   | Porto Rico           |
| 12 | Christian Burgos  | O     | 24 marzo 1996     | Porto Rico           |
| 13 | Jovanny Torres    | S     | 8 giugno 1999     | Porto Rico           |
| 14 | Dimar López       | O     | 23 agosto 1986    | Porto Rico           |
| 15 | Arnel de Jesús    | C     | 30 luglio 1990    | Porto Rico           |
| 16 | Edwin Aquino      | C     | 9 novembre 1984   | Porto Rico           |

## Mercato
| Acquisti | Acquisti          | Acquisti             | Acquisti   |
| R.       | Nome              | da                   | Modalità   |
| -------- | ----------------- | -------------------- | ---------- |
| C        | Joseth Irizarry   | -                    | definitivo |
| S        | Juan Carlos Ribas | Mets de Guaynabo     | definitivo |
| S        | Pablo Guzmán      | Mets de Guaynabo     | definitivo |
| O        | Chadli Gutiérrez  | -                    | definitivo |
| P        | Roberto Ramírez   | -                    | definitivo |
| P        | Arturo Iglesias   | Saint-Nazaire        | definitivo |
| C        | Jonathan King     | Mets de Guaynabo     | definitivo |
| O        | Francisco Vélez   | -                    | definitivo |
| S        | Gianluca Grasso   | Southern California  | definitivo |
| L        | José Mulero       | Gigantes de Adjuntas | definitivo |
| O        | Christian Burgos  | Gigantes de Adjuntas | definitivo |
| S        | Jovanny Torres    | Elms College         | definitivo |
| C        | Arnel de Jesús    | Cafeteros de Yauco   | definitivo |
| O        | Dimar López       | -                    | definitivo |
| C        | Edwin Aquino      | -                    | definitivo |

| Cessioni | Cessioni         | Cessioni                 | Cessioni   |
| R.       | Nome             | a                        | Modalità   |
| -------- | ---------------- | ------------------------ | ---------- |
| O        | Christian Burgos | Caribes de San Sebastián | definitivo |

## Risultati

### LVSM

#### Regular season
| 1ª giornata - 7 giugno 2019 Coliseo Gelito Ortega, Naranjito             | Changos de Naranjito     | 3 - 0 | Mulos de Juncos          | 32-30, 25-17, 25-20               |
| 2ª giornata - 9 giugno 2019 Coliseo Rafael G. Amalbert, Juncos           | Mulos de Juncos          | 3 - 1 | Cafeteros de Yauco       | 25-16, 22-25, 25-18, 25-17        |
| 3ª giornata - 12 giugno 2019 Coliseo Rafael G. Amalbert, Juncos          | Mulos de Juncos          | 3 - 1 | Caribes de San Sebastián | 25-11, 25-14, 16-25, 25-22        |
| 4ª giornata - 14 giugno 2019 Coliseo Rafael G. Amalbert, Juncos          | Mulos de Juncos          | 2 - 3 | Changos de Naranjito     | 21-25, 25-17, 29-27, 21-25, 5-15  |
| 5ª giornata - 16 giugno 2019 Coliseo Raúl "Pipote" Oliveras, Yauco       | Cafeteros de Yauco       | 2 - 3 | Mulos de Juncos          | 18-25, 26-24, 25-20, 23-25, 11-15 |
| 6ª giornata - 19 giugno 2019 Coliseo Rafael G. Amalbert, Juncos          | Mulos de Juncos          | 3 - 2 | Indios de Mayagüez       | 23-25, 18-25, 25-21, 25-19, 15-9  |
| 7ª giornata - 21 giugno 2019 Palacio de Recreación y Deportes, Mayagüez  | Indios de Mayagüez       | 3 - 1 | Mulos de Juncos          | 25-19, 11-25, 25-22, 25-19        |
| 8ª giornata - 23 giugno 2019 Coliseo Rafael G. Amalbert, Juncos          | Mulos de Juncos          | 3 - 2 | Mets de Guaynabo         | 25-19, 21-25, 25-19, 20-25, 15-10 |
| 9ª giornata - 26 giugno 2019 Coliseo Rafael G. Amalbert, Juncos          | Mulos de Juncos          | 3 - 1 | Changos de Naranjito     | 25-16, 23-25, 25-21, 25-18        |
| 10ª giornata - 28 giugno 2019 Coliseo Rafael G. Amalbert, Juncos         | Mulos de Juncos          | 1 - 3 | Indios de Mayagüez       | 25-19, 19-25, 23-25, 25-27        |
| 11ª giornata - 30 giugno 2019 Coliseo Luis Aymat Cardona, San Sebastián  | Caribes de San Sebastián | 0 - 3 | Mulos de Juncos          | 25-27, 21-25, 25-27               |
| 12ª giornata - 2 luglio 2019 Coliseo Mario Morales, Guaynabo             | Mets de Guaynabo         | 2 - 3 | Mulos de Juncos          | 31-33, 19-25, 25-19, 25-22, 12-15 |
| 13ª giornata - 4 luglio 2019 Coliseo Rafael G. Amalbert, Juncos          | Mulos de Juncos          | 3 - 0 | Caribes de San Sebastián | 25-20, 25-17, 25-18               |
| 14ª giornata - 6 luglio 2019 Coliseo Luis Aymat Cardona, San Sebastián   | Caribes de San Sebastián | 1 - 3 | Mulos de Juncos          | 20-25, 28-26, 18-25, 21-25        |
| 15ª giornata - 10 luglio 2019 Palacio de Recreación y Deportes, Mayagüez | Indios de Mayagüez       | 3 - 2 | Mulos de Juncos          | 24-26, 30-28, 22-25, 25-15, 15-10 |
| 16ª giornata - 12 luglio 2019 Coliseo Gelito Ortega, Naranjito           | Changos de Naranjito     | 3 - 1 | Mulos de Juncos          | 25-18, 25-27, 25-18, 25-23        |
| 17ª giornata - 14 luglio 2019 Coliseo Rafael G. Amalbert, Juncos         | Mulos de Juncos          | 3 - 0 | Cafeteros de Yauco       | 25-18, 25-21, 25-23               |
| 18ª giornata - 18 luglio 2019 Coliseo Mario Morales, Guaynabo            | Mets de Guaynabo         | 3 - 2 | Mulos de Juncos          | 21-25, 25-13, 25-21, 22-25, 15-10 |
| 19ª giornata - 20 luglio 2019 Coliseo Raúl "Pipote" Oliveras, Yauco      | Cafeteros de Yauco       | 2 - 3 | Mulos de Juncos          | 23-25, 25-22, 18-25, 28-26, 8-15  |
| 20ª giornata - 24 luglio 2019 Coliseo Rafael G. Amalbert, Juncos         | Mulos de Juncos          | 1 - 3 | Mets de Guaynabo         | 25-18, 18-25, 26-28, 20-25        |

#### Play-off
| Semifinali (gara 1) - 18 agosto 2019 Palacio de Recreación y Deportes, Mayagüez    | Indios de Mayagüez | 3 - 0 | Mulos de Juncos    | 25-16, 25-22, 25-15               |
| Semifinali (gara 2) - 20 agosto 2019 Coliseo Rafael G. Amalbert, Juncos            | Mulos de Juncos    | 3 - 0 | Indios de Mayagüez | 25-22, 27-25, 27-25               |
| Semifinali (gara 3) - 22 agosto 2019 Palacio de Recreación y Deportes, Mayagüez    | Indios de Mayagüez | 2 - 3 | Mulos de Juncos    | 25-12, 20-25, 22-25, 25-22, 13-15 |
| Semifinali (gara 4) - 24 agosto 2019 Coliseo Rafael G. Amalbert, Juncos            | Mulos de Juncos    | 2 - 3 | Indios de Mayagüez | 26-28, 25-20, 18-25, 25-13, 16-18 |
| Semifinali (gara 5) - 26 agosto 2019 Palacio de Recreación y Deportes, Mayagüez    | Indios de Mayagüez | 3 - 2 | Mulos de Juncos    | 25-23, 25-23, 21-25, 21-25, 15-12 |
| Semifinali (gara 6) - 30 agosto 2019 Coliseo Rafael G. Amalbert, Juncos            | Mulos de Juncos    | 3 - 1 | Indios de Mayagüez | 25-22, 25-17, 23-25, 25-23        |
| Semifinali (gara 7) - 11 settembre 2019 Palacio de Recreación y Deportes, Mayagüez | Indios de Mayagüez | 3 - 0 | Mulos de Juncos    | 25-15, 29-27, 25-16               |

## Statistiche

### Statistiche di squadra
| Competizione | Punti | In casa | In casa | In casa | In trasferta | In trasferta | In trasferta | Totale | Totale | Totale |
| Competizione | Punti | G       | V       | P       | G            | V            | P            | G      | V      | P      |
| ------------ | ----- | ------- | ------- | ------- | ------------ | ------------ | ------------ | ------ | ------ | ------ |
| LVSM         | 34    | 13      | 9       | 4       | 14           | 6            | 8            | 27     | 15     | 12     |
| Totale       | -     | 13      | 9       | 4       | 14           | 6            | 8            | 27     | 15     | 12     |

G = partite giocate; V = partite vinte; P = partite perse